# زن (همسر)

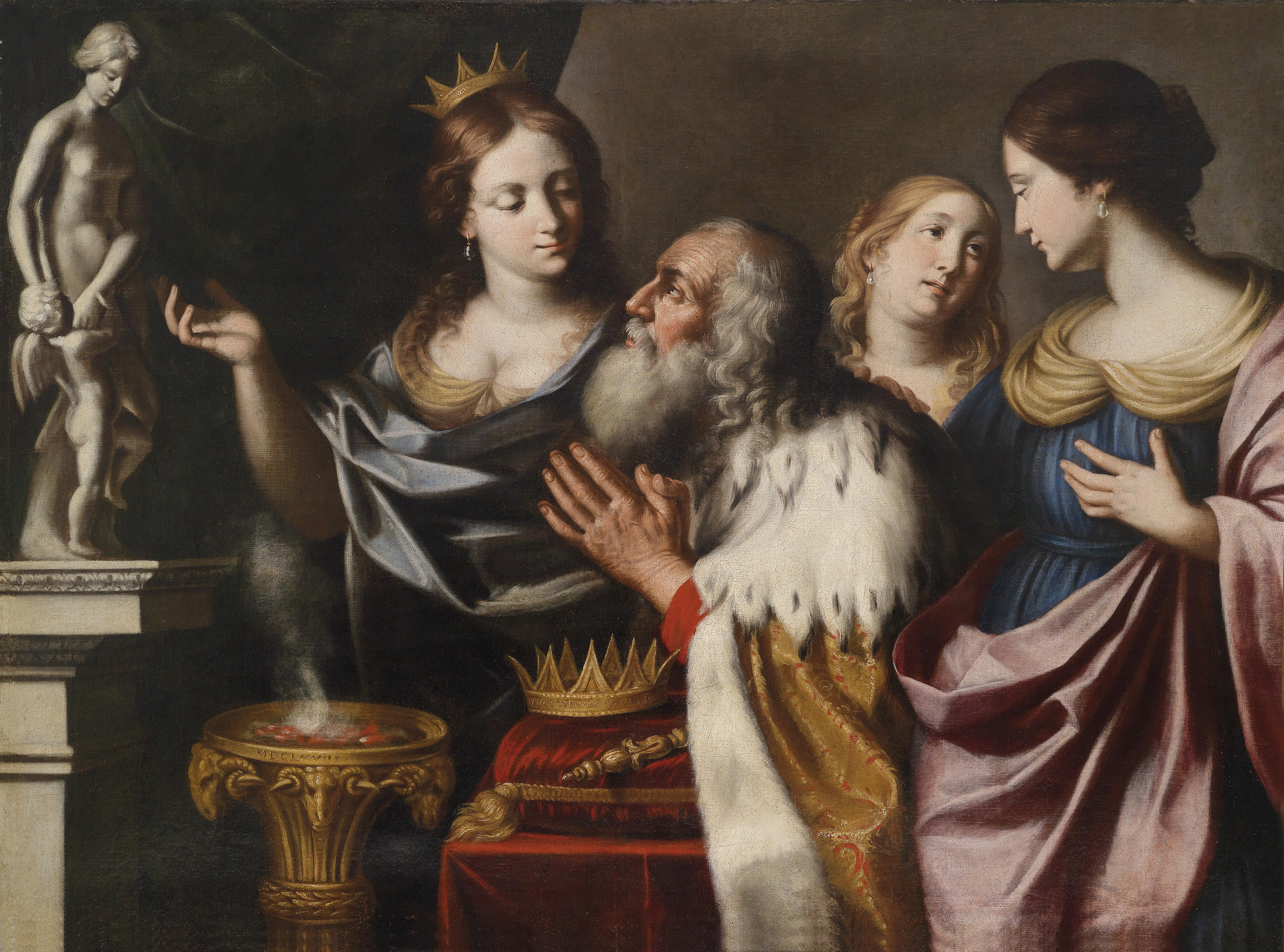
سلیمان با سه همسرش

زن (به انگلیسی: Wife) شریک ماده است در یک رابطه ازدواجی پیدارنده.
تعدادی نام برای انواع خاصی از همسران وجود دارد. به عنوان مثال، شهبانو (ملکه) عنوانی است که به همسر یک شاه داده می‌شود.